# Горобцівське газоконденсатне родовище
Горобцівське газоконденсатне родовище — належить до Руденківсько-Пролетарського нафтогазоносного району Східного нафтогазоносного регіону України.

## Опис
Розташоване в Полтавській області на відстані 20 км від м. Полтава.
Знаходиться в центральній частині приосьової зони Дніпровсько-Донецької западини в межах схилу Зачепилівсько-Левенцівського валу.
Структура виявлена в 1975—1983 рр. та являє собою у мезо-кайнозойських відкладах віддалену частину схилу північно-східного крила зачепилівської складки, а у палеозойських — це структурний ніс півн.-зах простягання, ускладнений системою скидів субмеридіонального напрямку, у нижньокам'яновугільних г.п. з'являється невелика брахіантикліналь північно-західного простягання, апікальна частина якої має розміри 1,3х0,9 м. Перший промисл. приплив газу отримано з відкладів нижнього візе з інт. 4576-4578 м у 1987 р.
Поклади пластові, склепінчасті, тектонічно екрановані, деякі також літологічно обмежені. Режим покладів газовий. Запаси початкові видобувні категорій А+В+С1: газу — 880 млн м³.